# Estación Dongdaemun
Estación Dongdaemun (Dongdaemun-yeok) es una estación de transferencia para la Línea 1 y la Línea 4 del Metro del Seúl. La estación está localizada en Jongno-gu, Seúl. El nombre de la estación se debe a una de las cuatro grandes puertas de la muralla circular que rodeaba Seúl en la antigüedad. La esta estación se encuentra cerca de Mercado Dongdaemun.

## Historia
- 15 Ago 1974: Inauguración de estación con la Línea 1
- 18 Oct 1985: Apertura de la Línea 4
- 2006: Instalación de la puerta de pantalla en la Línea 4
- 2008: Instalación de la puerta de pantalla en la Línea 1